# Gibbi Westgermany
Gibbi Westgermany ist ein deutsches Filmdrama von Christel Buschmann und zugleich ihr Spielfilmdebüt. Der Film wurde am 14. März 1980 in Deutschland uraufgeführt und am 15. August 1982 das erste Mal im deutschen Fernsehen (ARD) ausgestrahlt. Gibbi Westgermany war zudem 1980 beim Chicago International Film Festival für den Gold Hugo, den Hauptpreis des Festivals, nominiert.

## Handlung
Nachdem der Matrose Gibbi längere Zeit zur See gefahren ist, treibt ihn die Sehnsucht nach seiner Mutter zurück in seine Heimatstadt Hamburg und dessen Viertel St. Pauli. Dort betreibt Gibbis Mutter mit ihrem Freund eine Imbissbude. Gibbi will sie, seine alten Freunde und seine kleine Tochter besuchen. Die Mutter seiner Tochter ist inzwischen verheiratet.
Jedoch hat Gibbi sich über die Zeit sehr weit von seiner Umwelt entfremdet. So pfeift er auf gesellschaftliche Zwänge und Konventionen und holt trotz Verbot heimlich seine Tochter ab und bummelt mit ihr über die Hamburger Reeperbahn.
Auch die Beziehung zu seiner Mutter gestaltet sich als sehr schwierig. Ihre Beziehung ist extrem angespannt und wird zunehmend aggressiver, zumal auch der Freund der Mutter Gibbis Plänen im Weg steht mit dieser zusammenzuziehen. Im Verlauf der Handlung wird das Verhältnis zur Mutter dann immer gewalttätiger. Mit immer verrückteren Aktionen und Attacken versucht Gibbi die Liebe seiner Mutter zu gewinnen, die für ihn Halt und Orientierung im Leben bedeutet. Doch das alles schlägt fehl, stattdessen landet er in der Psychiatrie. Nachdem Gibbi dort entlassen wird, verbessert sich seine Situation kurzzeitig. Doch da er weder in der Lage ist mit seiner Mutter als auch ohne sie leben zu können, tötet er sie und nimmt sich anschließend selbst das Leben.

## Soundtrack / DVD
Die Soundtrack zum Film stammt größtenteils vom britischen Musiker Paul Millns. Darunter befinden sich auch zwei traditionelle Stücke, das Lied Mama Leone von Renate Vaplus (ein Pseudonym von Drafi Deutscher), gesungen von Bino, in einer kürzeren und längeren Version und Lila Diva von Kiev Stingl und Sterea Lisa. Der Soundtrack wurde 1980 auf Vinyl veröffentlicht und erschien 1990 auf CD. Er umfasst 13 Titel.
Titelliste des Soundtracks
1. Gibbi's Song 4:05
2. Down In The Danger Zone 3:05
3. Mama Leone 3:50
4. Lila Diva (Backing Track) 4:55
5. Sweet Is The Wine 3:20
6. Out Of Tune - Out Of Time 2:40
7. Look At The Madman 3:45
8. Akkordeon 0:38
9. Stormy Moon 5:10
10. Mundharmonika 1:23
11. Mama Leone 1:50
12. Till The Morning Comes 4:55
13. Gibbi's Song 3:30

Am 6. Juni 2024 wurde der Film mit Soundtrack als DVD veröffentlicht.

## Kritik
Der Filmdienst bezeichnet Gibbi Westgermany als „Düstere, formal eigenwillige Außenseitergeschichte.“ Für Cinema.de ist der Film außerdem ein Porträt von Westdeutschland im Jahr 1979, welches die Regisseurin Christel Buschmann mit „gnadenloser Radikalität entwickelt.“ Robert Matthies von der TAZ führt diesen Ansatz noch weiter aus und sieht den tragischen „Slacker-Film“ nicht nur als radikalen Ausdruck gesellschaftlicher Veränderungen in den später 1970er Jahren, sondern der Filme lasse „sich auch lückenlos in den Reigen jener Kult-Streifen einreihen, die seit Klaus Lemkes „Rocker“-Film unter dem Signum „Hamburg-Filme“ firmieren.“ Der Spiegel stellt außerdem in seiner Kritik zum Film fest, dass Christel Buschmanns Film „ein stilisiertes Hamburg-Bild“ zeichnet, „dem man wie einer melancholischen Schallplatte folgen kann.“ Er lobt, dass die „Darsteller aus der Szene (Eva-Maria Hagen, Kiev Stingl, Eric Burdon)“ eine authentische Atmosphäre in den Film einbringen würden.

## Auszeichnungen
- 1984: Nominierung für den Preis Gold Hugo in der Kategorie Bester Spielfilm beim Chicago International Film Festival für Christel Buschmann

## Trivia
- Der Künstler und Musiker FM Einheit, welcher im Jahr der Dreharbeiten zum Film (1979) die Hamburger Punkband Abwärts mitbegründete, ist in einer Nebenrolle zu sehen.